# Ben Knight
Benjamin Leo Knight (Cambridge, Inglaterra, 14 de junio de 2002), más conocido como Ben Knight, es un futbolista inglés que juega como extremo derecho.

## Trayectoria
Nacido en Cambridge, Knight comenzó su carrera en las categorías inferiores del Burwell Tigers y del Ipswich Town. 
En julio de 2018, tras 8 temporadas en el Ipswich Town, Knight firmó por el Manchester City de la Premier League y durante tres temporadas fue asignado su equipo filial sub-23.
El 7 de agosto de 2021, Knight hizo su debut con el Manchester City en la FA Community Shield 2021 en el estadio de Wembley, sustituyendo a Ferran Torres en el minuto 74 durante la derrota por 0-1 ante el Leicester City.
El 16 de agosto de 2021, Knight firmó por el Crewe Alexandra Football Club de la English Football League Two, en calidad de préstamo por una temporada, pero jugaría poco debido a las lesiones durante la temporada.
El 12 de marzo de 2024, firma en calidad de cedido por el Stockport County Football Club de la English Football League One, hasta el final de la temporada. 
El 12 de agosto de 2024, firma por el Real Murcia C. F. de la Primera División RFEF.
El 3 de febrero de 2025, rescinde su contrato con el Real Murcia C. F.

### Internacional
En la temporada 2018-19, disputó 11 partidos con la Selección de fútbol sub-17 de Inglaterra. En 2019, disputó un encuentro con la selección sub-18.

## Clubes
| Club                                    | País       | Periodo   | Partidos (goles) |
| --------------------------------------- | ---------- | --------- | ---------------- |
| Manchester City Sub-23                  | Inglaterra | 2018-2021 | 9 (2)            |
| Manchester City                         | Inglaterra | 2021-2024 | 1 (0)            |
| Crewe Alexandra Football Club (cedido)  | Inglaterra | 2021-2022 | 1 (0)            |
| Stockport County Football Club (cedido) | Inglaterra | 2024      | 0 (0)            |
| Real Murcia CF                          | España     | 2024-2025 |                  |